# Duda Mendonça
Pour les articles homonymes, voir Mendonça.
Eduardo Cavalcanti de Mendonça, dit Duda Mendonça (« Duda » étant un diminutif d'Édouard), né le 10 août 1944 à Salvador de Bahia et mort le 16 août 2021 à São Paulo, est un homme d'affaires brésilien, spécialiste du marketing politique (spin doctor). Mendonça n'a pas conseillé que des hommes politiques ; il a aussi conseillé de grandes sociétés comme Odebrecht. C'est un personnage controversé depuis le scandale Petrobras.

## Carrière professionnelle
Propriétaire de l'agence Duda Propaganda, il est considéré comme l'un des principaux spécialistes de la publicité mise au service des partis politiques et des stratégies politiques au Brésil où il est devenu célèbre pour ses campagnes politiques efficaces, développant notamment le culte de la personnalité,. 
Il a géré plus de 55 campagnes nationales importantes (élections de maires de grandes villes, de sénateurs, gouverneurs et de présidents du pays) durant plus de 20 ans.
Il a abandonné l'université, pour être embauché par un membre de sa famille comme publicitaire pour une société immobilière. Il a ensuite ouvert sa propre agence de publicité (DM9), avec laquelle il a obtenu d'importants prix de marketing.
Au début des années 1980, il crée une entreprise spécialisée dans le conseil aux politiciens pour leur image et leur carrière politique. En 1982 il conseille Roberto Santos pour sa campagne au gouvernorat de Bahia. Santos est vaincu par João Durval Carneiro mais Mendonça poursuit son parcours de conseiller avec succès ; 
il permet à Mário Kertesz de devenir maire de Salvador de Bahía. 
Mendonça ne semble pas choisir ses clients selon leur idéologie ou leurs antécédents ; ainsi en 1992 il permet à Paulo Maluf d'être une seconde fois élu maire de Sao Paulo bien qu'il eût beaucoup perdu de sa popularité à la suite de scandales de corruption. Mendonça a fait en sorte que le public lui réaccorde sa confiance, et Maluf est réélu maire.
Dans les années 1990 Mendonça continue à conseiller des politiques, dont en Argentine (José Manuel de la Sota et Eduardo Duhalde notamment). 
En 1999, il a été accusé de recycler des éléments de campagnes antérieures : le slogan Menem l'a fait qu'il vend à l'un de ses clients renommés, le président argentin Carlos Menem, est une copie du Slogan fabriqué pour Maluf bien plus tôt.
En 2002 il porte Luiz Inácio Lula da Silva à la tête du Brésil après l'avoir mis en costume et lui avoir construit une nouvelle personnalité effaçant son image de syndicaliste.  Son travail lors de cette campagne présidentielle  a été largement salué par les professionnels pour son efficacité. Duda est connu comme « l'homme qui a choisi Lula » (c'était la quatrième fois consécutive que Lula cherchait à être élu Président du Brésil) et qui a fabriqué son image à l'attention du grand public et des électeurs. La victoire de Lula est une très bonne publicité pour Mendonça ; on l'appelle dans d'autres pays.
En octobre 2004, il a été arrêté dans une arène de combats de coqs (activité illégale) dans l'État de Rio de Janeiro.
Il aurait mis en relation Zuluaga avec Odebrecht.
En 2005, Mendonça a trempé dans un nouveau scandale. Il fait l’objet d’une enquête pour corruption avant d'être acquitté. 
Au début des années 2010, le cabinet de Mendonça a un chiffre d’affaires annuel de 15 millions de dollars et possède déjà des succursales dans plusieurs pays tels que la Pologne et le Portugal. 
En 2014, il est engagé en Colombie pour la campagne présidentielle d'Óscar Iván Zuluaga qui commence mal placé dans les sondages mais qui est finalement élu grâce à Mendonça ; avant qu'on se demande si ses rétributions ont recyclé de l'argent douteux.
En 2015, avec son associé Joao Santana (reconnu coupable de corruption), Mendonça fait partie des nombreux acteurs impliqués dans le cadre de l'opération Lava Jato (l'un des plus importants processus anti-corruption de l'histoire du Brésil et du continent). L'affaire est un énorme scandale politico-financier qui envoie des dirigeants brésiliens en prison. Durant plusieurs mois, Mendonça est le témoin clé d'enquêtes sur les pots-de-vin accordés par Odebrecht pour le maintien de ses contrats dans toute l’Amérique latine. Un ancien vice-ministre colombien (Gabriel García Morales) et un ancien sénateur (Otto Bula) sont arrêtés. Lors de ces enquêtes, Mendonça a reconnu qu'une partie de ses prestations pour les présidentielles de 2014 avaient été payées par Odebrecht, ce qui a conduit certains (au sein du centre démocratique) à demander une enquête sur Zuluaga. Les activités de Mendonça en Colombie, au Chili et en Argentine pourraient aussi être concernées. Les médias brésiliens ont laissé entendre que Mendonça a collaboré avec la justice de ces pays en échange de sa liberté.